# Bryconamericus loisae
Bryconamericus loisae är en fiskart som beskrevs av Géry, 1964. Bryconamericus loisae ingår i släktet Bryconamericus och familjen Characidae. Inga underarter finns listade.